# Ranchería

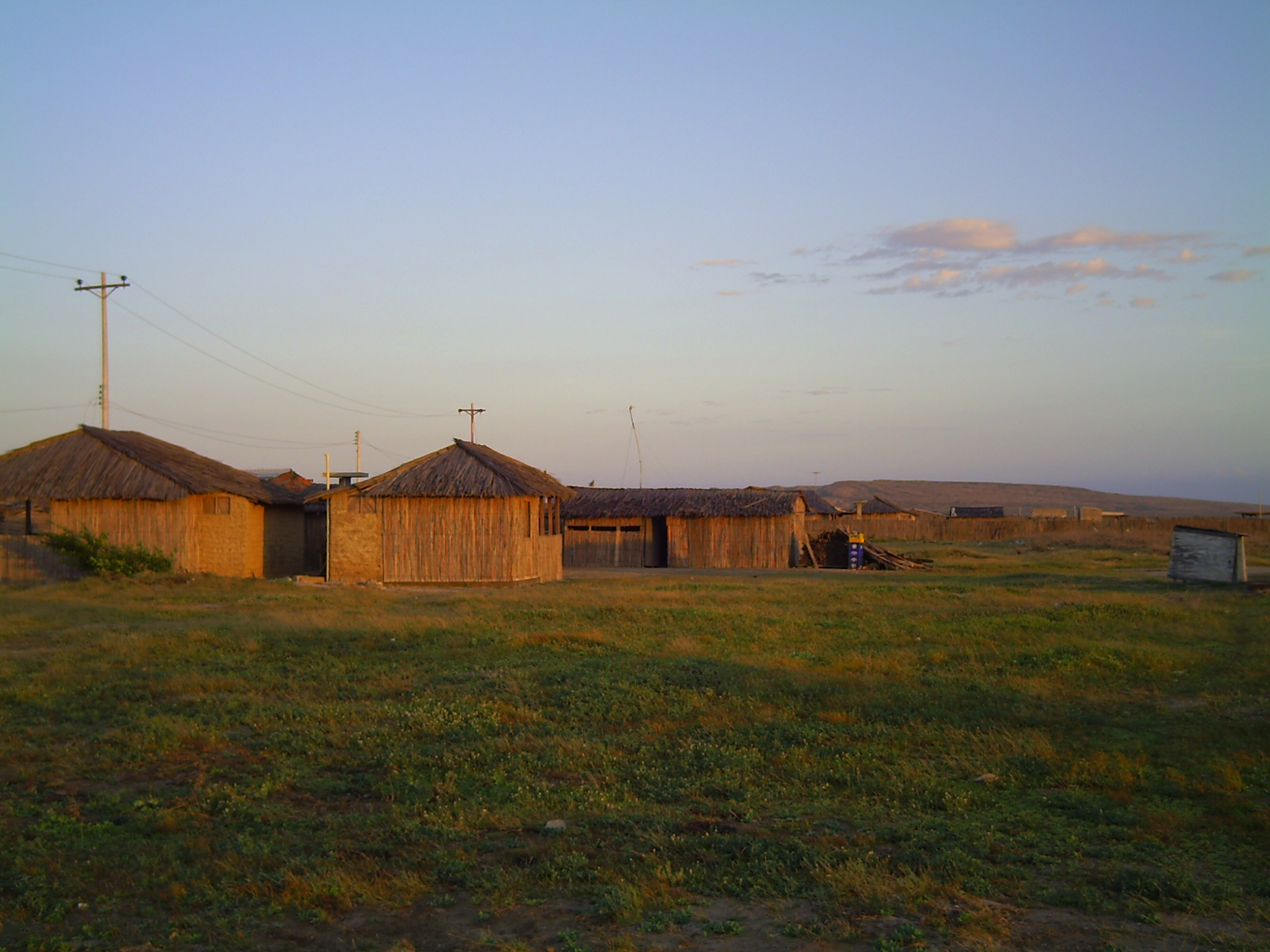
Ranchería wayú en la Península de La Guajira, Colombia.

Ranchería o rancherío (que proviene del español rancho, "choza" o "casa pobre") designa un pequeño asentamiento rural. En América, el término se aplicaba a aldeas nativas o casas de campo.

## Rancherías en América hispana
En un principio, la ranchería sería un grupo familiar, en un espacio rural apartado, organizado para realizar trabajos cotidianos. En la Baja California, cada grupo indígena (generalmente los que usan un mismo lenguaje), se podía componer de diferentes rancherías, tanto mayores cuanto mejor era la tierra circundante, usualmente con familias unidas por parentesco con linaje patrilineal.
El término todavía se usa en partes de la América española, como en los pueblos guajiros del norte de Colombia, donde llaman rancherías a sus aldeas o en México, donde ranchería denota un caserío o poblado pequeño.
También puede referirse al conjunto de chozas o barracas formadas por soldados para guarecerse de la intemperie.

### Modelo jesuítico de ranchería
Con la llegada de misioneros jesuitas su modelo misional en la Baja California no podía sino mantener pequeños grupos de nativos, por lo que era necesario limitar su permanencia en la propia misión. Para ello, los misioneros designaron rancherías, generalmente con nombres cristianos asignadas a cada cabecera de misión, después de haber estado allí por turnos, de "visita", por un período misional y de aprendizaje de labores agrícolas.
Como ejemplo, se puede encontrar las ranchería Paviyé, Nombre de María Santísima, San Felipe Cadacafuet, Vacazil u otras, en la Misión de la Purísima Concepción, según una carta del padre Nicolás de Tamaral en 1730 al padre visitador general.

## Ranchería en Estados Unidos
En Estados Unidos, se ha conservado el término, sobre todo en el suroeste, para designar el área residencial de un rancho que generalmente alberga trabajadores aborígenes y sus familias. Se considera un asentamiento característico, aunque menos permanente que un pueblo, de los indios yaqui de Sonora, los tepehuanes de Durango u otros pequeños grupos nativos americanos, especialmente en California.
También designa pequeñas reservas de pocas hectáreas del norte de California creadas por el Gobierno de los Estados Unidos a finales el siglo XIX y principios del XX para los supervivientes de tribus pequeñas que nunca habían firmado ningún tratado. Constaba de 59 asentamientos indios establecidos por el gobierno de los que 54 fueron entre 1906 y 1934, para los sobrevivientes de la población aborigen. En los años 1950, consecuente con la política de 'terminación', finalizó la supervisión y control federal sobre las tribus las rancherías fueron disueltas parcialmente, 40 de ellas perdieron el derecho a ciertos programas federales y sus tierras ya no tuvieron la protección del estatus federal, llegando a convertirse en propiedades privadas.
La palabra migró hacia el norte con la fiebre del oro de California a la fiebre del oro del cañón del Fraser en una forma adaptada, 'rancherie'. Sobrevive en la Columbia Británica como palabra algo arcaica pero aún utilizada en áreas rurales y pueblos pequeños, así como en el entorno de las Primeras Naciones de Canadá, para designar el área residencial, especialmente histórica, de una reserva india en Canadá. Se amplió para referirse a otras comunidades residenciales no blancas, como la Rancherie de Kanaka, que llegó a albergar a residentes de Kanaka (hawaianos) de la ciudad. En una forma aún más evolucionada, la ranche se usó para referirse a una parte de los pueblos Tlingit de Sitka, en Alaska.